# Kraftwerk Finkenheerd
Das Kraftwerk Finkenheerd, später auch Heizkraftwerk Finkenheerd, war ein durch die Märkische Elektrizitätswerke erbautes, wärmegeführtes Braunkohlekraftwerk. Es befand sich am Brieskower See nahe der deutsch-polnischen Grenze im Ortsteil Brieskow-Finkenheerd, etwa zehn Kilometer südlich von Frankfurt (Oder), und war von 1923 bis 1992 in Betrieb.

## Geschichte

### Errichtung

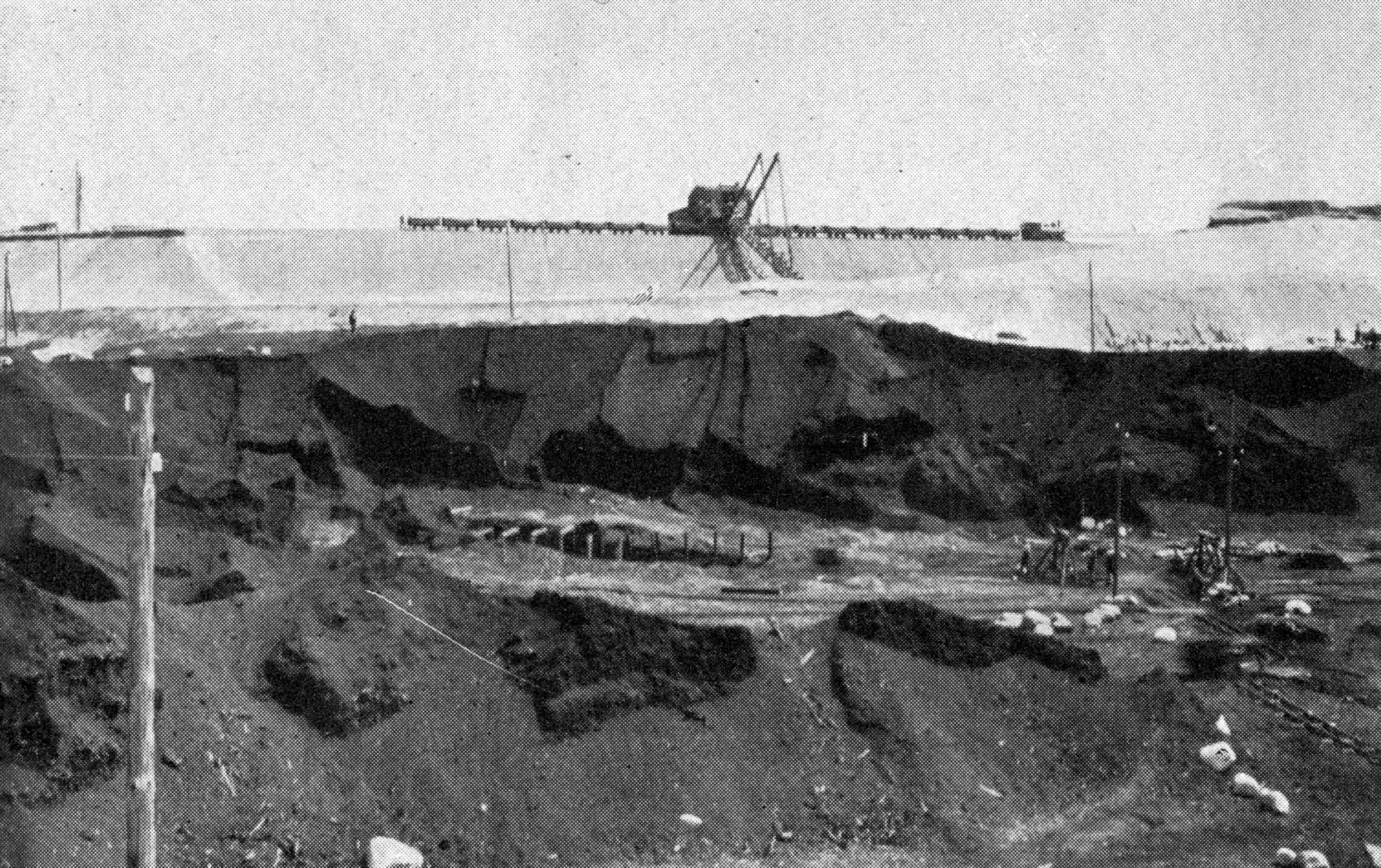
Tagebau der Frankfurt-Finkenheerder Braunkohle A.G. 1914

1916 beschlossen die MEW (Märkische Elektrizitätswerke), die 1909 von AEG gegründet worden war, den Bau eines Großkraftwerkes an einer günstigen Stelle in der ländlichen Region um die Stadt Frankfurt (Oder), um die Landesversorgung mit elektrischer Energie östlich von Berlin auf- und auszubauen. 1923 wurde mit dem Bau einer Kraftwerksanlage nach Plänen von Georg Klingenberg unter der Leitung von Georg Warrelmann (Vorstandsvorsitzender der MEW) am Brieskower See begonnen. Die Bekohlung sollte über die seit 1907 betriebene Braunkohlegrube Finkenheerd per Direktbeschickung erfolgen. Nach damaligen Berechnungen sollte der Vorrat der Grube etwa 170 Jahre reichen.
Das Kraftwerk war als Musteranlage geplant und sollte in mehreren Bauabschnitten fertiggestellt und in Betrieb genommen werden. So bot die Anordnung der Kesselhäuser quer zur Achse des Maschinenhauses die Möglichkeit die Anlage später zu erweitern. Die Inflation 1922 gefährdete das Bauvorhaben ernsthaft und machte der MEW so zu schaffen, dass sie kurzfristig erwog, die gerade angeschafften Maschinen wieder zu verkaufen. 1923 konnte der erste Bauabschnitt fertiggestellt und mit einer Leistung von je 12,5 MW aus zwei Maschinen dem Betrieb übergeben werden. Die gewonnene Energie wurde hochgespannt und über eine 50-kV-Leitung nach Frankfurt (Oder) übertragen, wo sie die Anlagen der FEW (Frankfurter Elektrizitätswerke) entlastete. In den folgenden Jahren wurden weitere Ausbaustufen realisiert. So konnte die Leistung 1928 auf 120 MW, 1932 auf 170 MW und 1942 nach dem Einbau von zwei weiteren Turbosätzen auf 270 MW gesteigert werden. Im Fachartikel der Zeitschrift „Elektrotechnische Zeitschrift“ von 1932 wird auf die experimentelle Ausführung der verschiedenen Kesselhäuser hingewiesen und eine Maschinenausrüstung mit Maximalleistungen wie folgt für den Endausbau des Kraftwerkes angegeben: Maschine 1–2 je 16 MW, Maschine 3–4 je 32 MW, Maschine 4, 40 MW, Maschine 6, 50 MW. Aufstockung später durch Wärmekraft Sofortprogramm dann mit Maschine 7–8 je 50 MW. Um den Wirkungsgrad der Rohbraunkohlekessel zu verbessern, wurde erstmals großtechnisch eine Brennluftvorwärmung eingesetzt.
Bereits 1932 wurden weitere Kohlegruben, der Tagebau Katja, und im Jahr 1943 der Tagebau Helene eröffnet.

### Zeit des Nationalsozialismus
Im Kraftwerk Finkenheerd wurden in der Zeit des Nationalsozialismus Zwangsarbeiter beschäftigt. In der „Liste der Unternehmen, die im Nationalsozialismus von der Zwangsarbeit profitiert haben“ wird im Zeitraum 1939 bis 1945 ein Lager mit 536 Mann Stärke erwähnt.
Um den gewachsenen Energiebedarf der in der Region angesiedelten Rüstungsindustrie zu decken, wurde im Jahr 1943 begonnen, ein Einheitskraftwerk wenige km stromauf zu errichten: Das Kraftwerk Vogelsang. Dieses ist jedoch nie in Betrieb gegangen.
Im Zweiten Weltkrieg blieb das Werk vor größerer Zerstörung verschont, wurde jedoch bei dem Übertritt der Roten Armee über die Oder stark beschädigt und musste daraufhin seinen Betrieb am 6. Februar 1945 einstellen. Am 16. April wurde es von der Roten Armee besetzt. Die Schaltstation in der Katjagrube, die den Brennstoff in dieser Zeit für das Kraftwerk lieferte, war nach Artilleriebeschuss komplett ausgebrannt. Als Folge soffen die Gruben Katja und Helene ab. Die Kohleflöze brannten an den Stellen, die das Wasser verschont hatte.

### Wiederinbetriebnahme

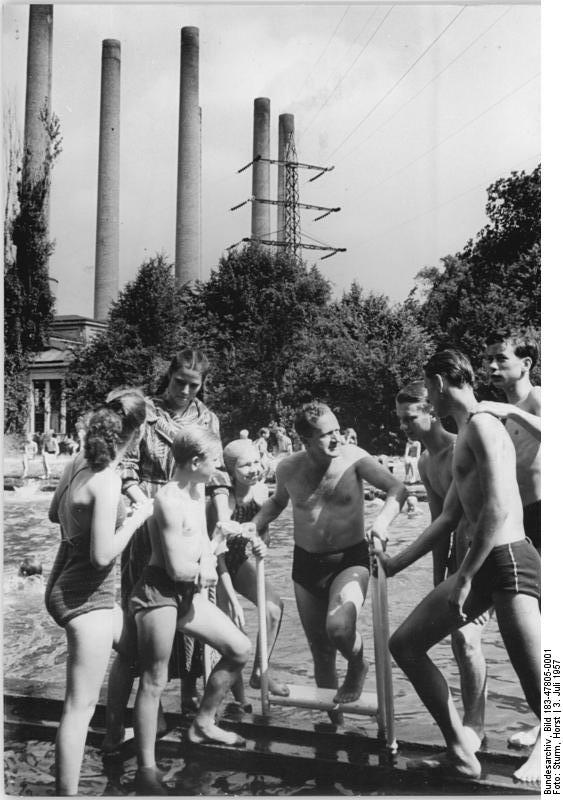
Im Hintergrund die Schornsteine des Kraftwerkes und eine 110-kV-Freileitung im Jahre 1957

Nach Ende des Krieges wurde die Katjagrube behelfsmäßig hergerichtet und konnte am 7. Juni 1945 mit 400 t Förderleistung pro Tag in Betrieb gehen. Das war die Grundlage dafür, dass nach umfangreichen Reparaturarbeiten im Kraftwerk Finkenheerd und an den betroffenen Leitungen knapp eine Woche später Maschine 1 wieder anlaufen konnte. Der erzeugte Strom diente jedoch in erster Linie zur Durchführung der Demontagearbeiten im Kraftwerk selbst. Dieses war im Rahmen der zu erbringenden Reparationsleistung zur kompletten Demontage vorgesehen. Der Umfang konnte jedoch auf Grund der Dringlichkeit der Versorgung des Gebietes mit Elektroenergie auf die Maschinen 5–8 begrenzt werden. Auch die schon halb demontierte Maschine 4 konnte wieder ans Netz gehen. 1947 konnten bereits wieder 75 MW Elektroenergie erzeugt werden.
Mit dem Ende der Kohleförderung im Nahbereich musste ab 1956 auf Fernbekohlung umgestellt werden. Es wurde das Stichgleis zum Werk verlängert und eine Entladebrücke gebaut. 1961 wurde das Kesselhaus 4 wieder aufgebaut. Im Maschinenhaus wurden dazu 3 neue Maschinensätze mit je 32 MW eingebaut und gingen am 30. Dezember des Jahres ans Netz. Zusammen mit den verbliebenen alten Maschinen konnten nun wieder 171 MW elektrische Energie erzeugt werden. Maschine 2 erlitt später einen Unwuchtschaden und musste aufgegeben werden.
Der VEB Kraftwerke „Artur Becker“ Trattendorf wurde auf der Grundlage der Energiewirtschaftsverordnung vom 18. April 1963 zum 1. Juli 1963 gebildet. Ihm gehörten die Kraftwerke in Trattendorf, Plessa, Lauta und Finkenheerd sowie die Zentrale Reparaturabteilung Lauta (ZRA) an. Die Kraftwerke Trattendorf, Plessa und Lauta waren zuvor dem VEB Energieversorgung Cottbus zugeordnet, das Kraftwerk Finkenheerd dem VEB Energieversorgung Frankfurt (Oder), dem auch das Kraftwerk Finow angegliedert war. Wirtschaftsleitendes Organ des VEB Kraftwerke „Artur Becker“ Trattendorf war die zeitgleich am 1. Juli 1963 gebildete VVB Kraftwerke Cottbus.
Mit dem Entstehen weiterer und größerer Kraftwerke wie in Lübbenau und Vetschau wurde ab Ende der 1960er Jahre immer wieder über die Perspektive der vergleichsweise kleinen und unrentablen Kraftwerke in Finkenheerd, Lauta und Plessa beraten. Letztlich wurde nur das Kraftwerk Finkenheerd zum 1. Januar 1970 aus dem VEB Kraftwerke „Artur Becker“ Trattendorf herausgelöst, an den VEB Energiekombinat Mitte, Sitz Potsdam, angeschlossen 1972 zum Heizkraftwerk umgebaut und eine Fernwärmeleitung zu der etwa zehn Kilometer entfernten Stadt Frankfurt (Oder) gebaut. Es versorgte nun 22.000 Haushalte, vor allem in den Neubaugebieten, mit Fernwärme. 1979 wurde eine weitere Auftauhalle errichtet. Somit standen insgesamt drei 125 m lange Auftauhallen für den Winterbetrieb zum Abtauen der eingefrorenen Kohlezüge zur Verfügung.
Im Kraftwerk war unter anderem die Konsumgüterproduktion der beliebten Lautsprecherbox BR 50 angesiedelt. Es gab auf dem Gelände eine Lehrwerkstatt für Schlosser, Maschinisten und Elektriker, sowie die Betriebsberufsschule „Hans Weber“. Ein Lehrlingswohnheim befand sich am Kohlelagerplatz im Ort Finkenheerd.

### Stilllegung
Nach der politischen Wende wurde das Kraftwerk in die neugegründete „Oder Spree Energieversorgung“ (OSE) überführt. Schnell war klar, dass ein Weiterbetrieb des inzwischen technisch veralteten Kraftwerkes unter den neuen Voraussetzungen aus wirtschaftlicher und umweltschutztechnischer Sicht nicht vertretbar war. Am 8. September 1992 wurde das Kraftwerk Finkenheerd nach 71 Jahren Betriebszeit abgeschaltet. Einige auf dem Kraftwerksgelände befindliche Betriebsstätten, wie die Lehrwerkstatt, ein Kabelschulungszentrum, eine Reparaturwerkstatt für Hochspannungsschalter, sowie das Umspannwerk mit Schaltfeld blieben vorerst weiterhin in Betrieb. Auch die Bedienung des Schaltfeldes erfolgte weiterhin von der Schaltwarte des Maschinenhauses aus. Die Anlage stand fast unverändert bis 1996. Für die durch die Stilllegung wegfallende Wärmeversorgung für die Stadt Frankfurt (Oder) wurde eine Ersatzanlage auf Erdgasbasis zur Wärmeerzeugung neben den Kesselhäusern errichtet und die Fernleitung entlang der Bundesstraße weiterbetrieben. 1996 wurde dann mit den Abrissarbeiten begonnen. Die letzten beiden Schornsteine wurden 1998 bei einer Wette der Fernsehsendung Wetten, dass..? gesprengt. Die Fläche des ehemaligen Kraftwerkes wurde vollständig abgeräumt. Ein vermutlich zu dem Ensemble gehörendes Wohnhaus direkt daneben ist dem Verfall preisgegeben. Heute befindet sich noch ein Umspannwerk auf dem Gelände.